# Schmok
Pour plus de détails, voir Fiche technique et Distribution.
Schmok (titre original : Fire Sale) est un film américain réalisé par Alan Arkin et sorti en 1977.

## Synopsis
Benny et sa femme Ruthie se préparent à partir en Floride, mais Benny a besoin de quelqu'un pour s'occuper de son magasin pendant leur absence. Bien qu'il soit un peu méfiant, Benny laisse la responsabilité à son fils, Russel.

## Fiche technique
- Titre original : Fire Sale[1]
- Réalisation : Alan Arkin
- Scénario : Robert Klane d'après son propre roman
- Producteur : Marvin Worth
- Production : Twentieth Century Fox Film Corporation
- Musique : Dave Grusin
- Image : Ralph Woolsey
- Montage : Richard Halsey
- Durée : 88 minutes
- Dates de sortie :
  - États-Unis : 9 juillet 1977
  - France : 21 juin 1978

## Distribution
- Alan Arkin : Ezra Fikus
- Rob Reiner : Russel Fikus
- Vincent Gardenia : Benny Fikus
- Anjanette Comer : Marion Fikus
- Kay Medford : Ruth Fikus
- Barbara Dana : Virginia
- Sid Caesar : Sherman
- Alex Rocco : Al
- Byron Stewart : Captaine
- Oliver Clark : Mr. Blossom
- William Bogert : Docteur
- Richard Libertini : Peintre